# Fallingwater
A Vízesés-ház (angolul: Fallingwater), olykor a megrendelő után Kaufmann-ház Frank Lloyd Wright amerikai építész egyik világhírű alkotása. E. J. Kaufmann gazdag kereskedő megrendelésére készült az Amerikai Egyesült Államokban, Pennsylvania államban, Mill Runban 1935–1939 között.

## Leírása
A lakóház Wright egyik leghíresebb munkája. Az épület alatt patak folyik, hogy a ház lakói még közelebb kerülhessenek a természetes környezethez. Az épület 155 ezer dollárba került, ebből az építész 8 ezret kapott.
A szerkezet több konzolos erkélyből és teraszból áll, a függőleges tartók kőből, a vízszintesek betonból készültek. Kaufmann saját mérnökei azt állították, hogy a ház nem elég biztonságos és bár a tervezőgárda cáfolta, később igazuk lett. A konzolok az évek alatt megereszkedtek, a legalsó szint konzoljait az 1990-es évek végére acél oszlopokkal kellett ideiglenesen alátámasztani. A teraszok megerősítési munkáival 2002 márciusában készültek el. Az épületet a Kaufmann család utolsó tagja az államnak adományozta. Az épület ma múzeum.
2019 júliusában Frank Lloyd Wright több más épületével együtt az UNESCO világörökség része lett.

## Képgaléria

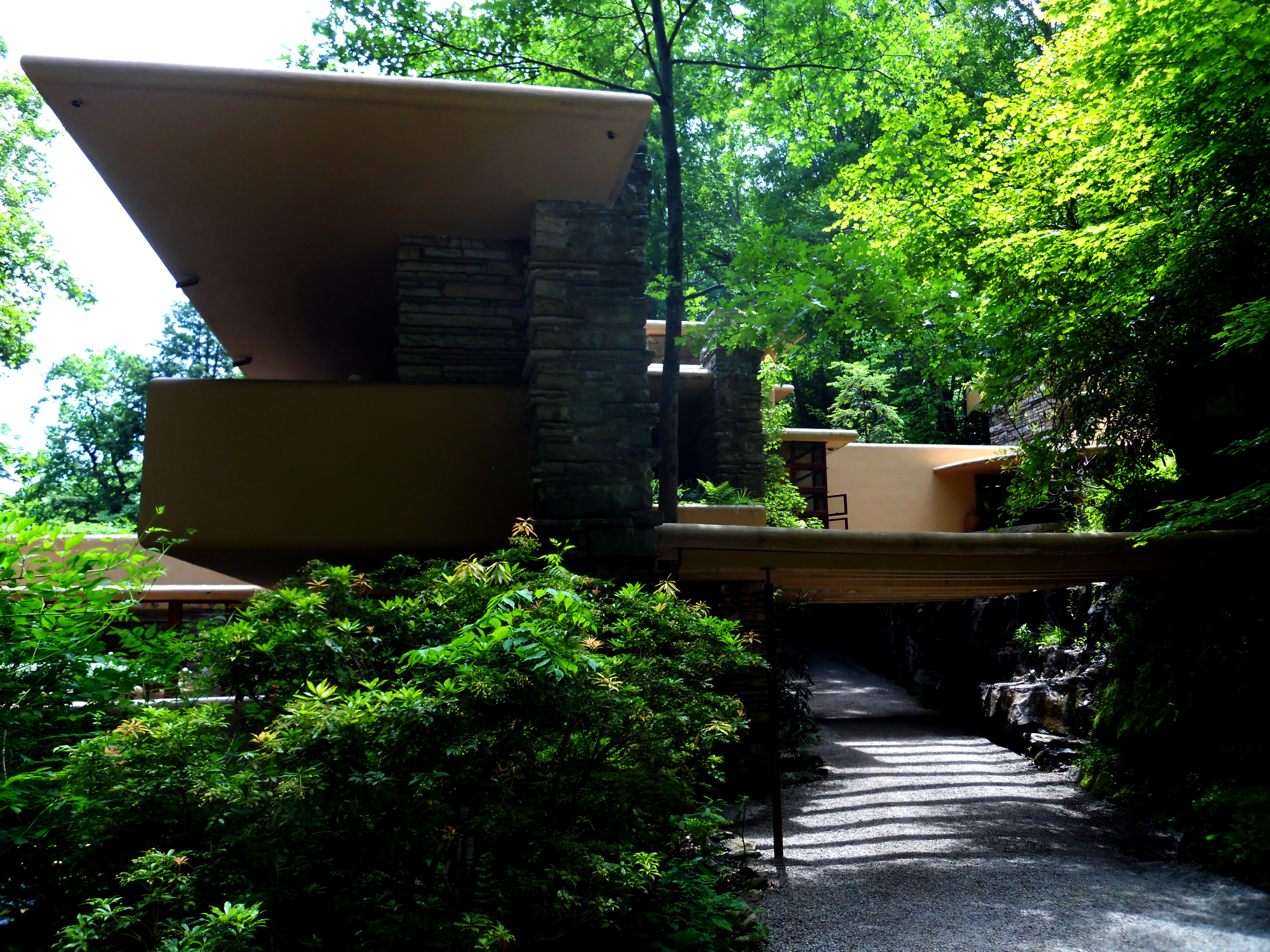
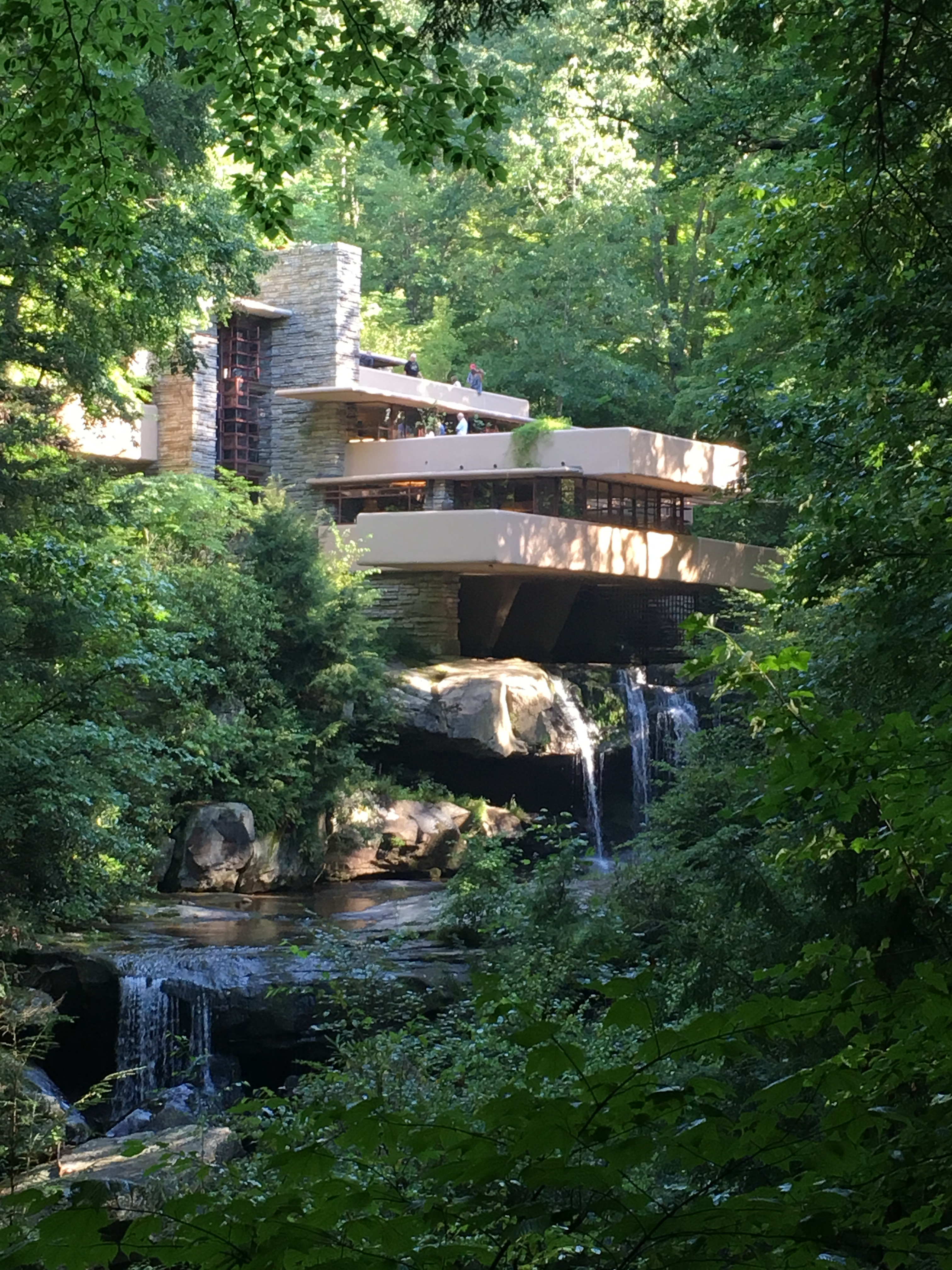
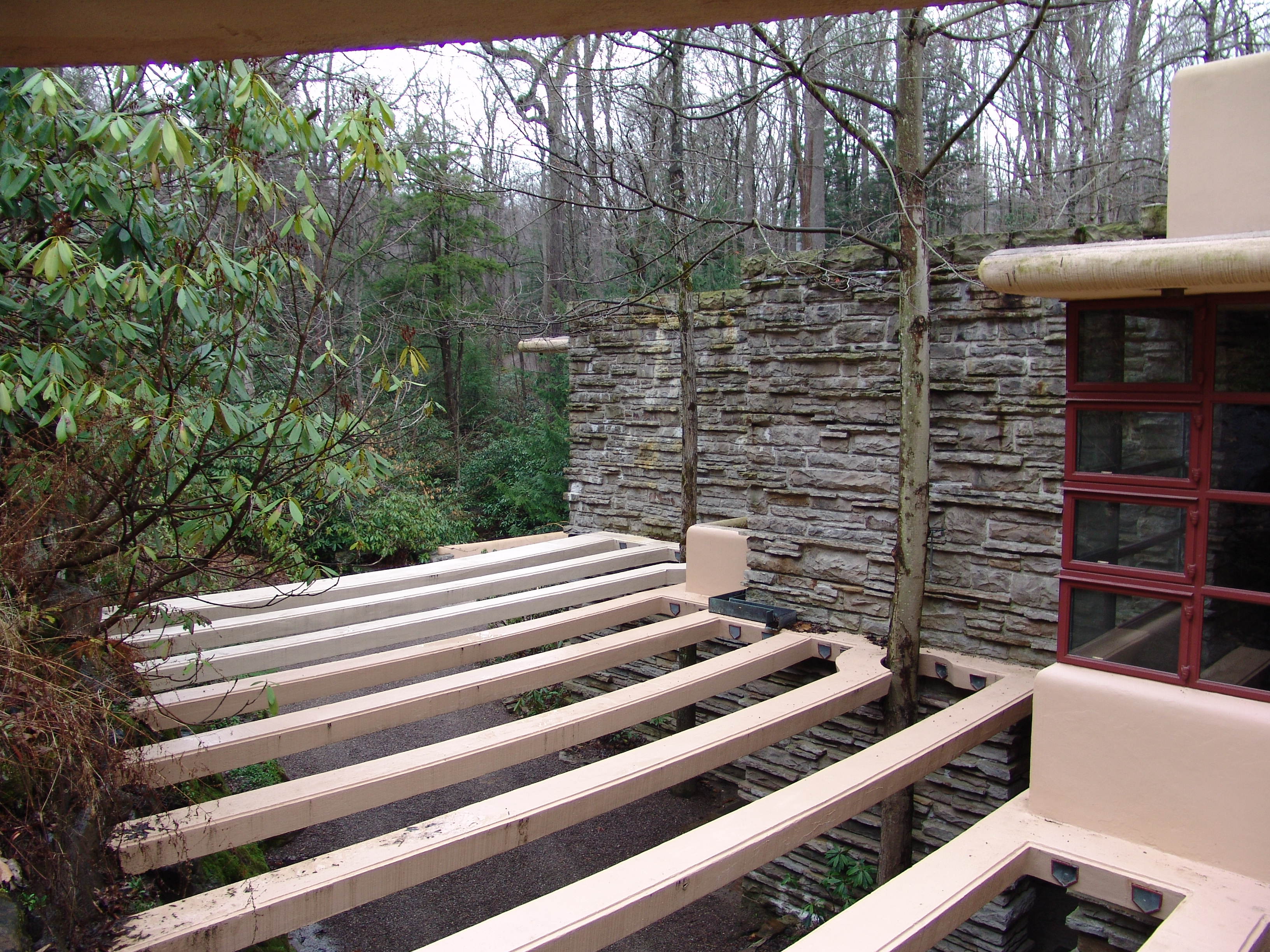
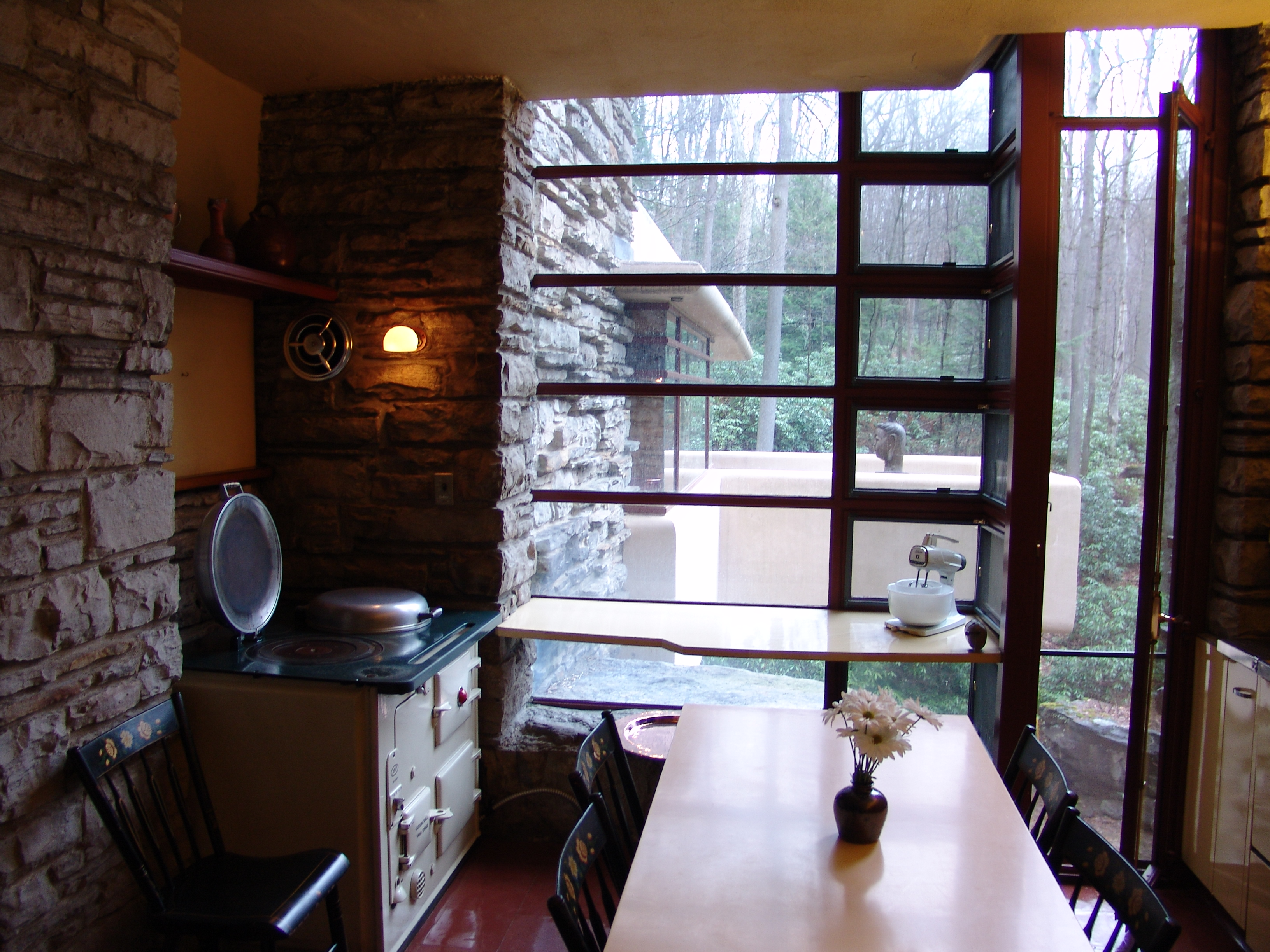
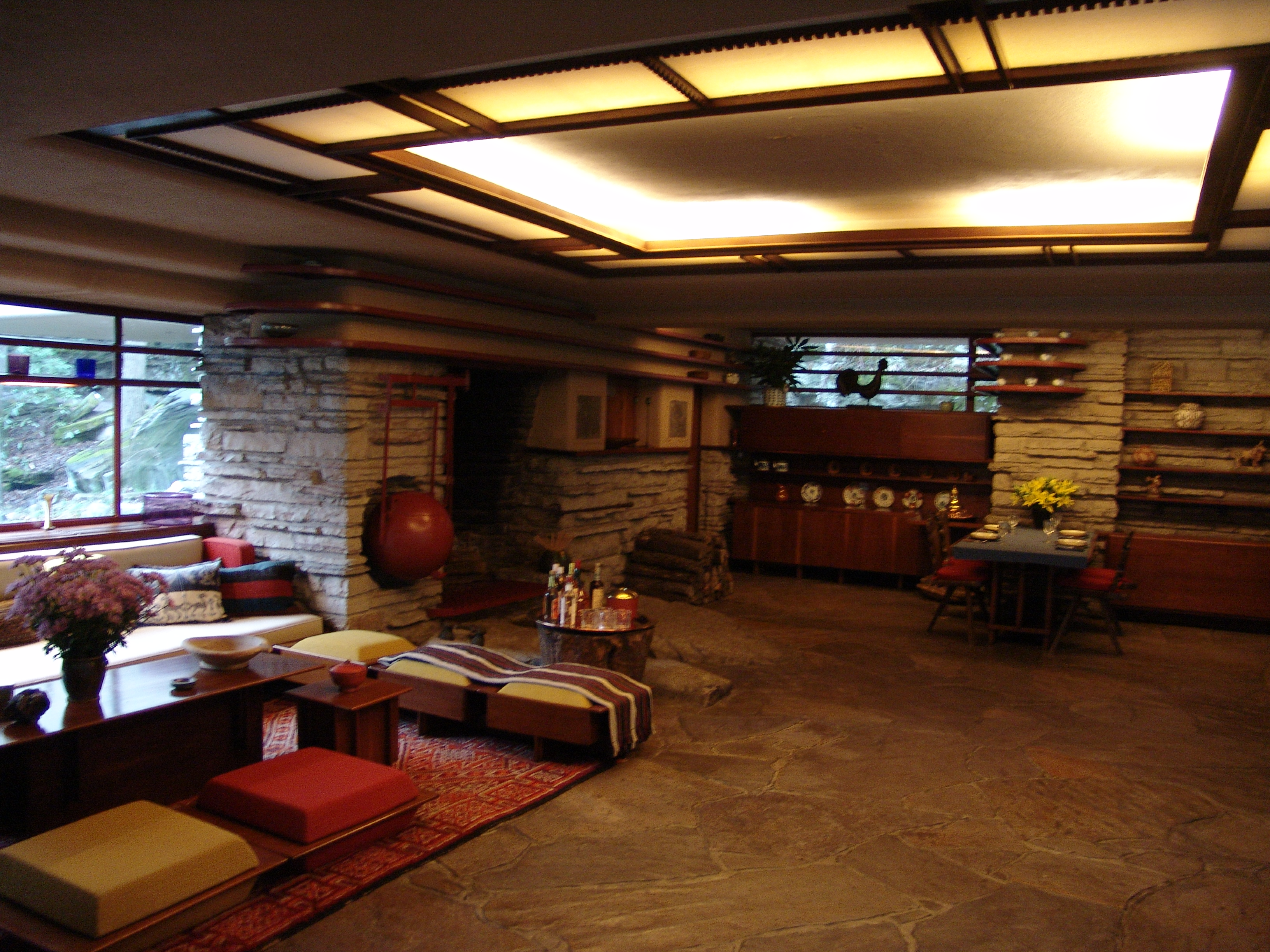